# Kostel svaté Magdaleny (Ruhnu)
Kostel svaté Magdaleny v Ruhnu (estonsky Ruhnu Püha Magdaleena kirik) stojí na ostrově Ruhnu v kraji Saaremaa v Estonsku. Kostel využívá estonská evangelicko-luteránská církev (EELK).
Patří k nejstarším dřevěným kostelům v Estonsku a je od roku 1999 zapsán v seznamu kulturních památek Estonska pod číslem 21069.

## Historie
Roubená stavba pochází z let 1634–1644. Jeho stavba byla zahájená 22. listopadu 1643, jde o nejstarší typ venkovské sakrální architektury.
V roce 1912 byl vedle kostela postaven nový zděný kostel

## Popis
Jednolodní roubená dřevěná stavba zakončená polygonálním závěrem kněžiště. K roubené stavbě náleží sakristie a malá předsíň, která je otevřená do lodi. Nad předsíní vystupuje věž se zvonovou střechou s jehlanovým zakončením. Rozměr lodi je 9 × 8 m.

## Interiér
Oltář ze 17. a 18. století z dubového dřeva, mensa švédský vápenec. Oltářní obraz Kristus v zahradě Getsemanské z poloviny 19. století byl darován kostelu v roce 1859. Vyřezávaná dřevěná kazatelna pravděpodobně z 18. století umístěna v patě vítězného oblouku. Kazatelna původně stála v lodi na evangelijní straně a byla přesunuta v polovině 19. století. Dřevěné lavice byly rozlišeny na mužskou část na epištolní straně a ženskou na evangelijní straně. Lavice jsou zapuštěny do stěny kostela a vnitřní část propojena trámem, takže tvoří uličku uprostřed lodi. Mužské jsou vyšší a mají zdobené bočnice jednoduchou řezbou. Ženské lavice jsou nižší, s užším sedákem a bočnice bez zdobení. Dendrochronologický rozbor datoval použité dřevo do roku 1772 a 1850.
Ve věži je umístěn bronzový zvon z roku 1899, který ulil Johann Christoph Schwenn z Rigy. Výška zvonu je 41 cm, průměr asi 40 cm. V horní části zvonu je nápis: J. C. SCHWENN. Riga. 1899.
Ve stockholmském muzeu (Historiska museet) se nachází sbírka skleněných obrazů z kostela svaté Magdalény z Ruhnu spolu s šesti obrazy z 17. století. Obrazy do Švédska odnesli obyvatelé ostrova Ruhnu, kteří utíkali z ostrova v roce 1944.

## Galerie

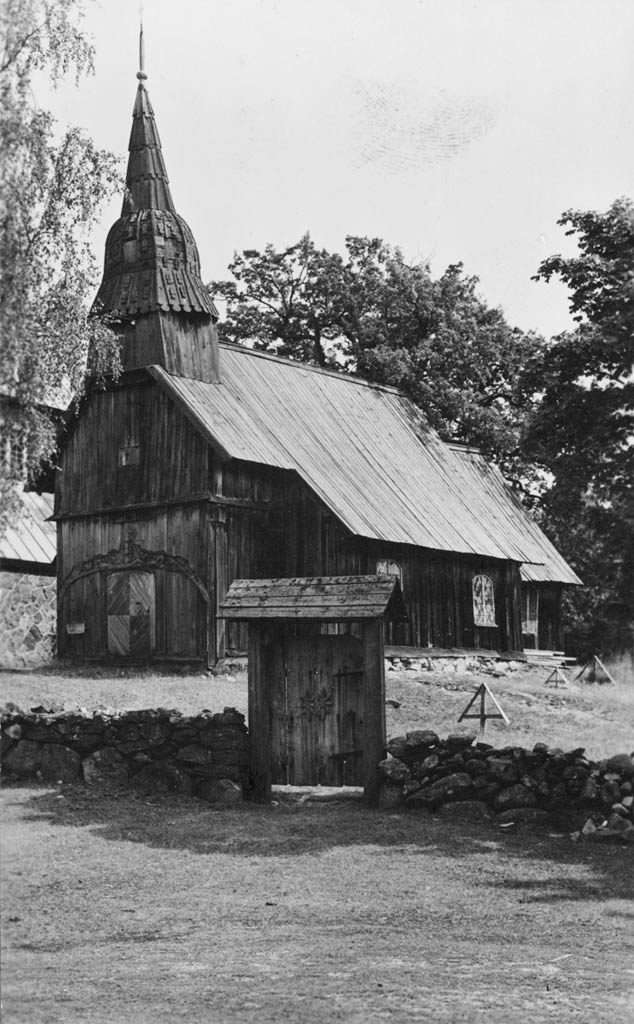
Dřevěný kostel svaté Magdaleny
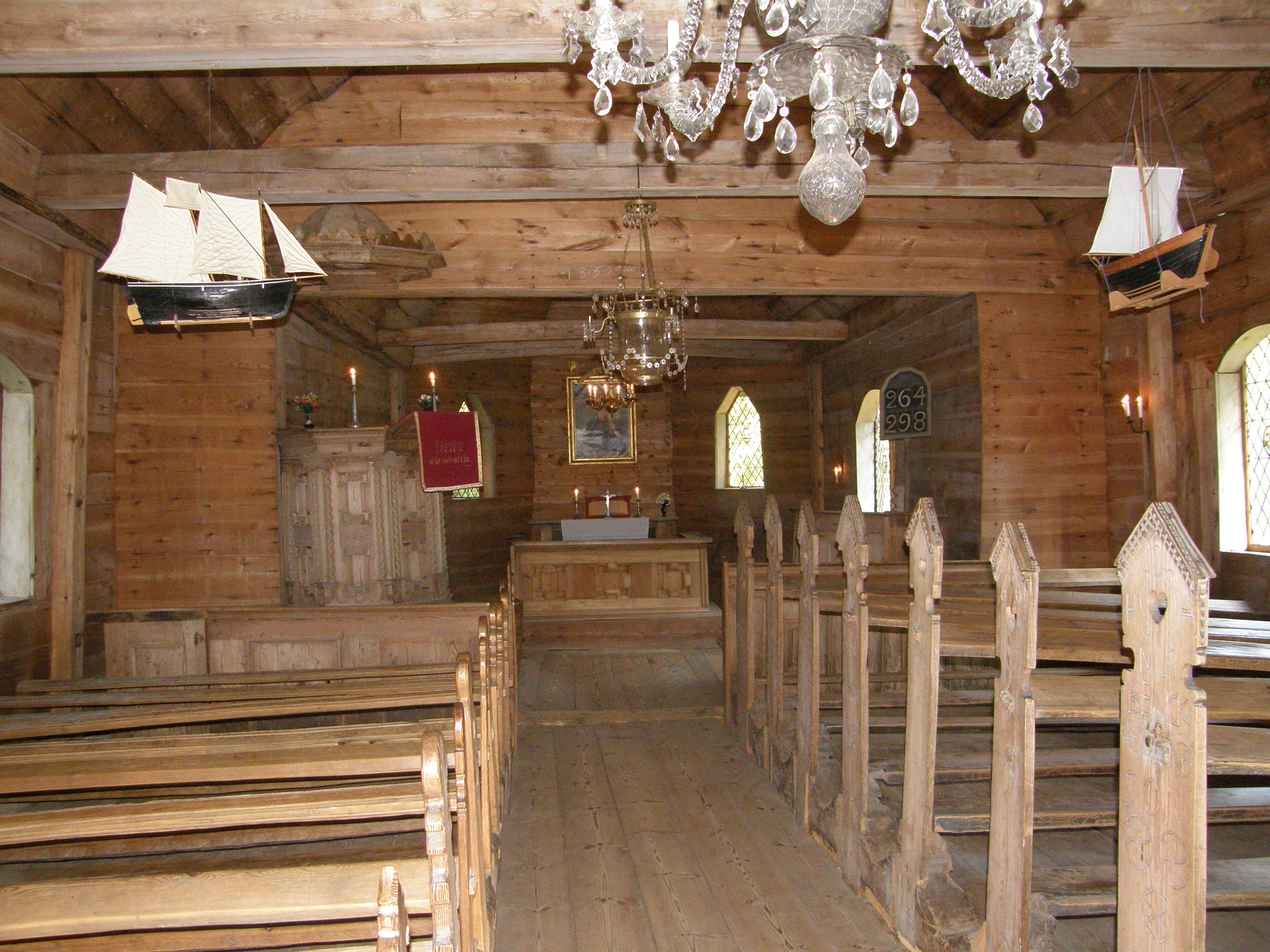
Interiér
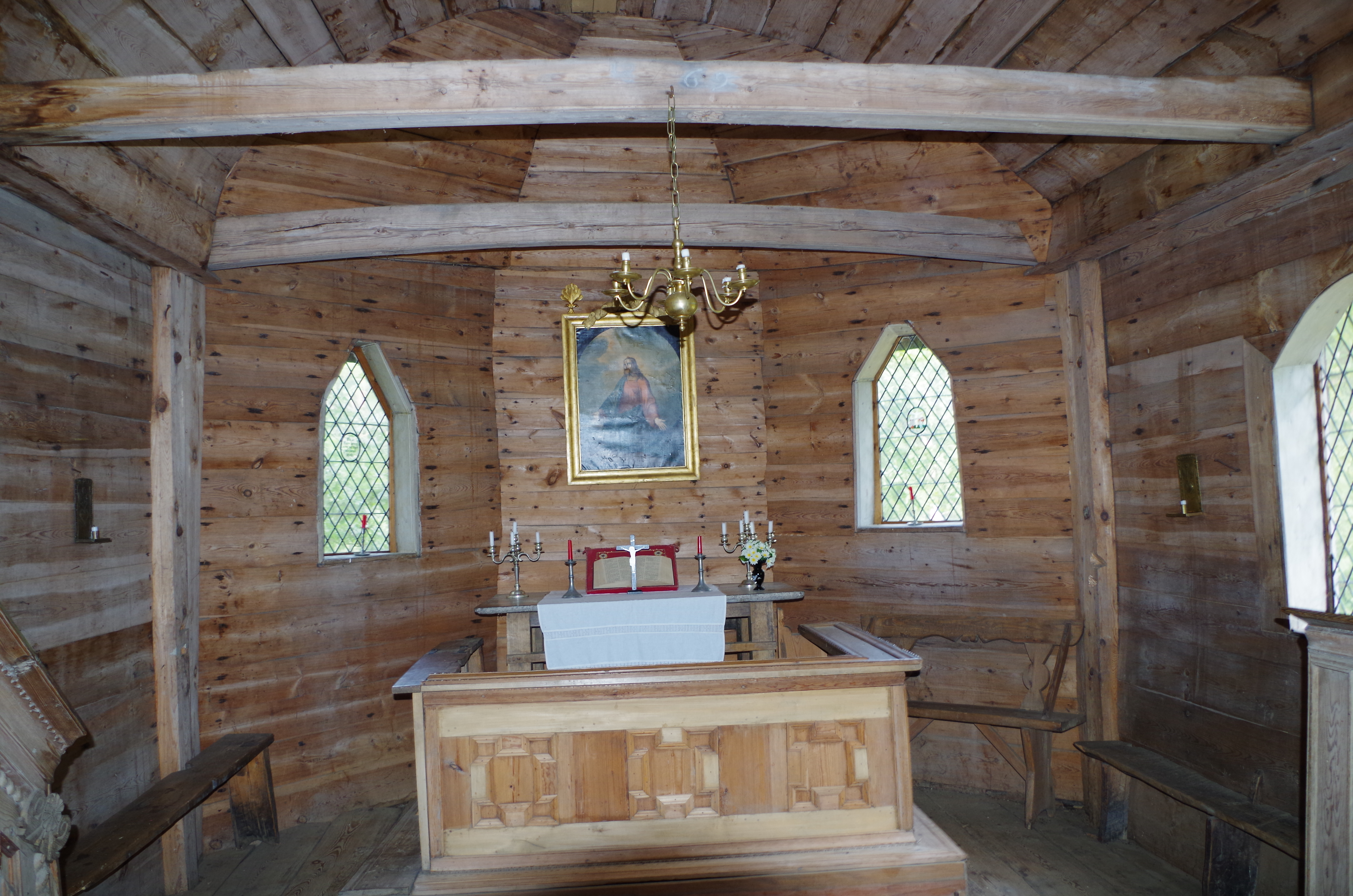
Kněžiště s oltářem
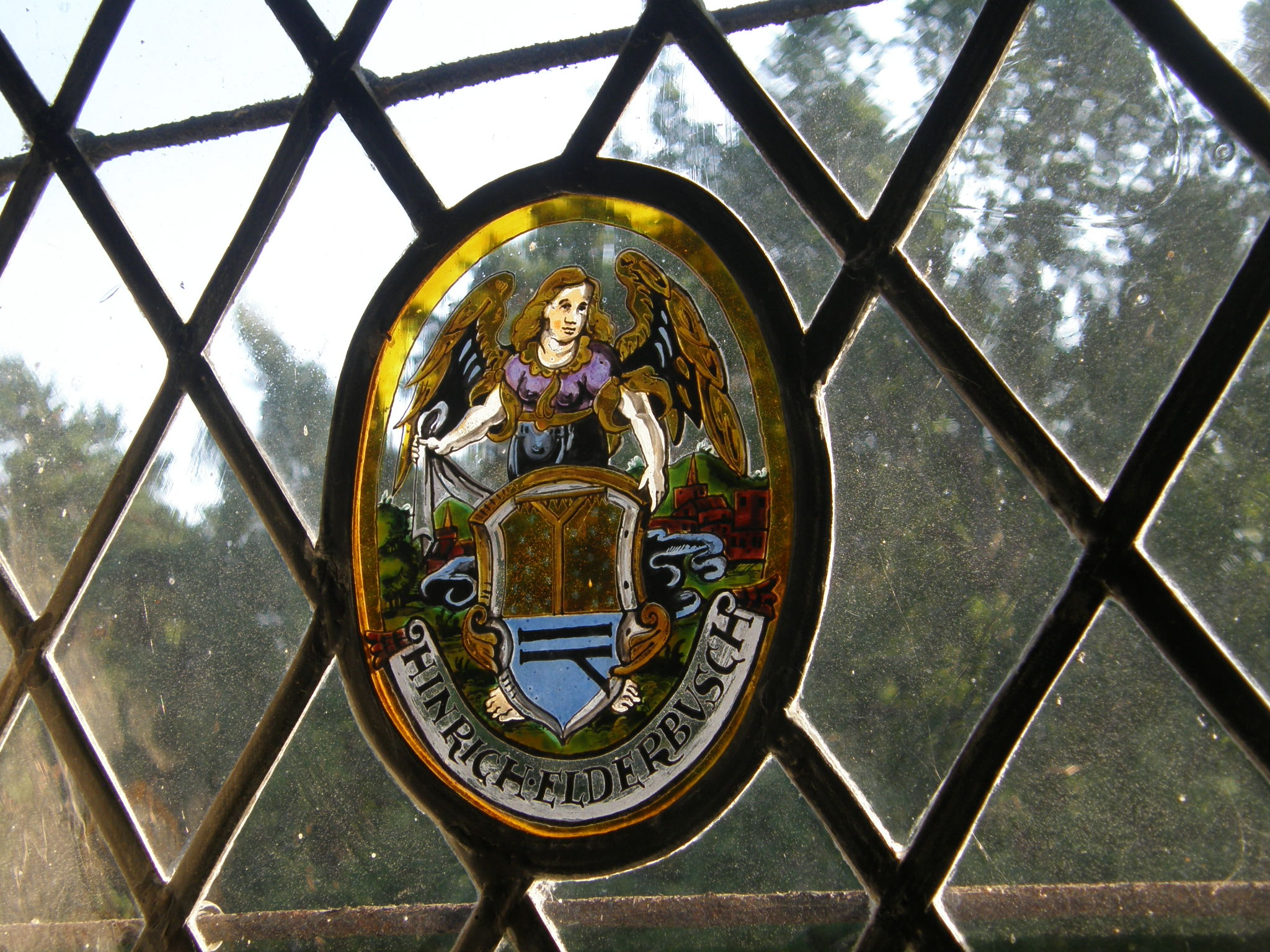
Vitráže
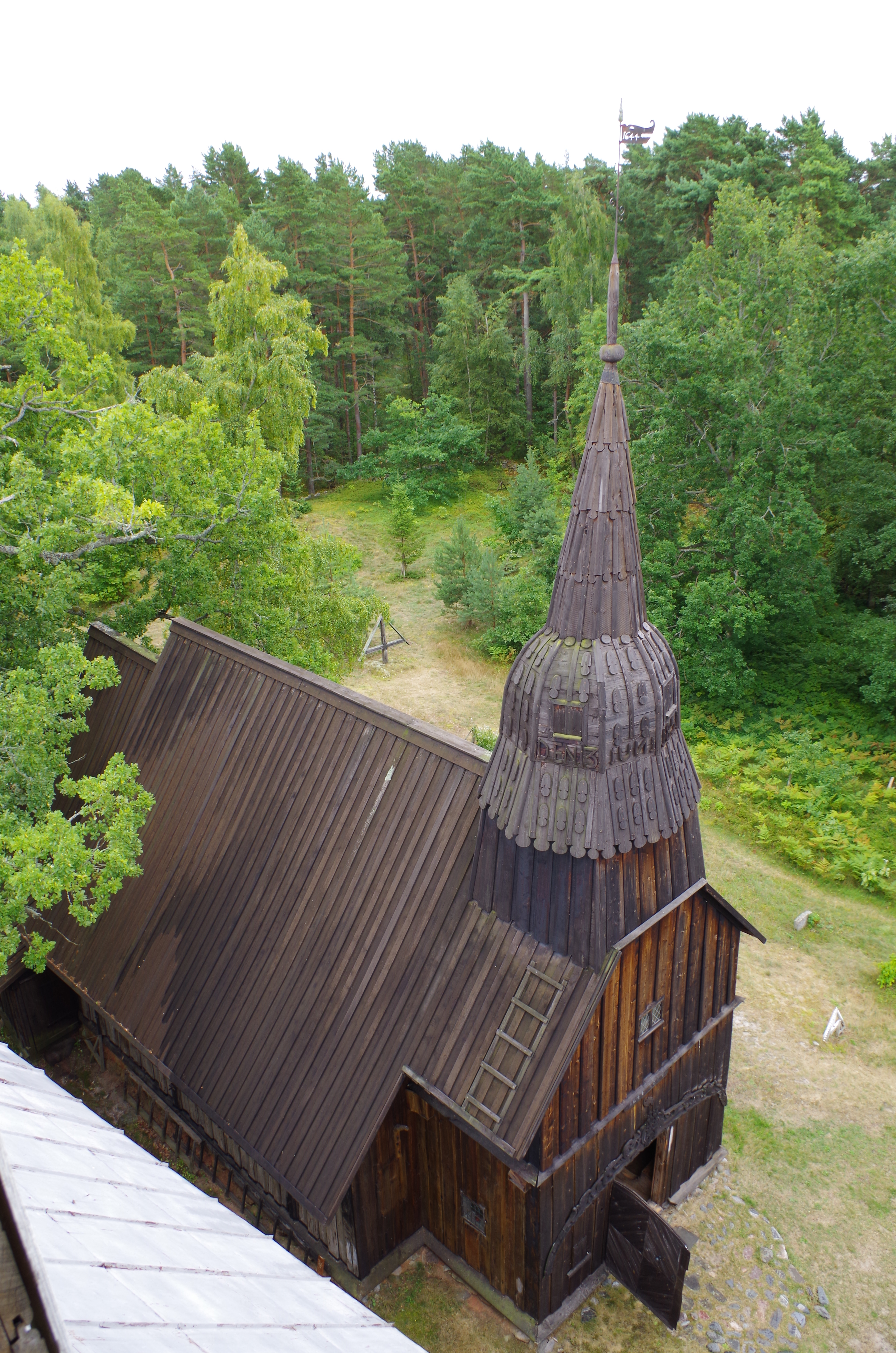
Kostel
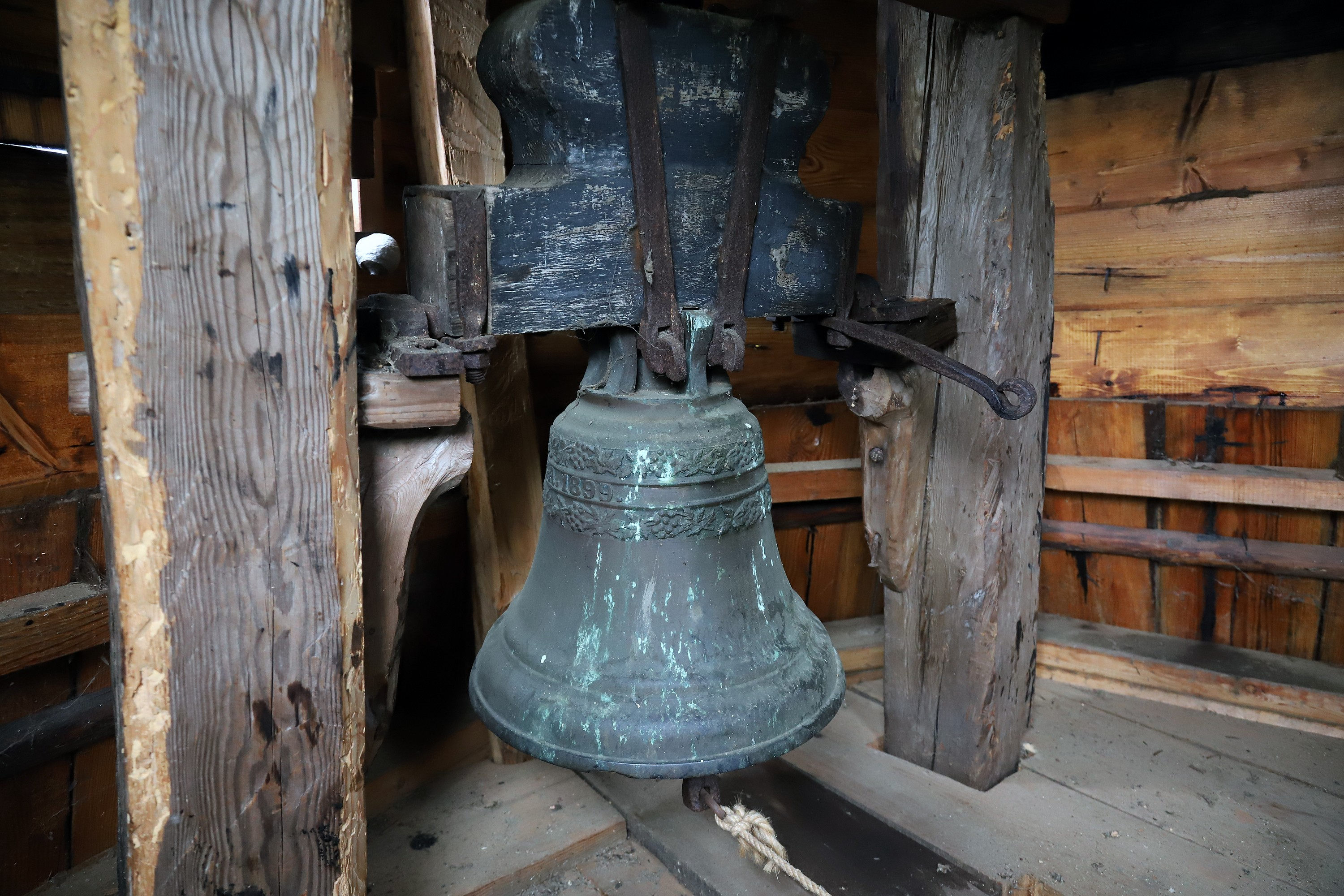